# Socha svatého Jana Nepomuckého (Březovice)
Barokní pískovcová socha svatého Jana Nepomuckého se od roku 1729 nalézá při odbočce z hlavní silnice k zámku na okraji vesnice Březovice, místní části městyse Chroustovice v okrese Chrudim. Pískovcová socha je od roku 1958 chráněna jako nemovitá kulturní památka ČR. 

## Historie
Barokní pískovcová socha svatého Jana Nepomuckého v Březovicích pochází z roku 1729 a je tedy jednou z nejstarších soch světce vzniklých brzy po svatořečení Jana Nepomuckého, které proběhlo dne 19. 3. 1729.  

## Popis
Pískovcová socha svatého Jana Nepomuckého se nalézá u hlavní silnice spojující města Chrudim a Vysoké Mýto. Socha světce nalézající se pod skupinou starých kaštanů stojí na vysokém hranolovém pilíři s boky ozdobenými volutami a zakončeném nahoře profilovanou římsou. Čelní strana pilíře je ozdobena zahloubeným rámečkem s vykousnutými rohy, ve kterém je vytesán latinský dedikační nápis: „ANNO QVO/IONNES DE NE/POMVC PATRO/NVS NOSTER IN/TER SANCTOS/INSERTVS FV/ERAT POSITA/EST.“ Na zadní straně pilíře je vytesán další latinský nápis: „STATVA/ERECTA/SAN/CTI IOANNIS/DIE XIIII NO/VEMBRIS“.
Na profilované římse pilíře stojí na nízkém profilovaném podstavci socha svatého Jana Nepomuckého v životní velikosti oděného v řeholní roucho. Prostovlasý světec vzhlížející vzhůru má mírně pokrčenu pravou nohu, v pravé ruce směřující k zemi drží biret, levá ruka byla pokrčena a světec v ní v minulosti držel zlacený kovový křížek ke kterému vzhlížel (minimálně od roku 2007 je celá levá ruka ulomena). Kolem hlavy světce se nalézá zlacená svatozář z pěti šesticípých hvězd.

## Galerie

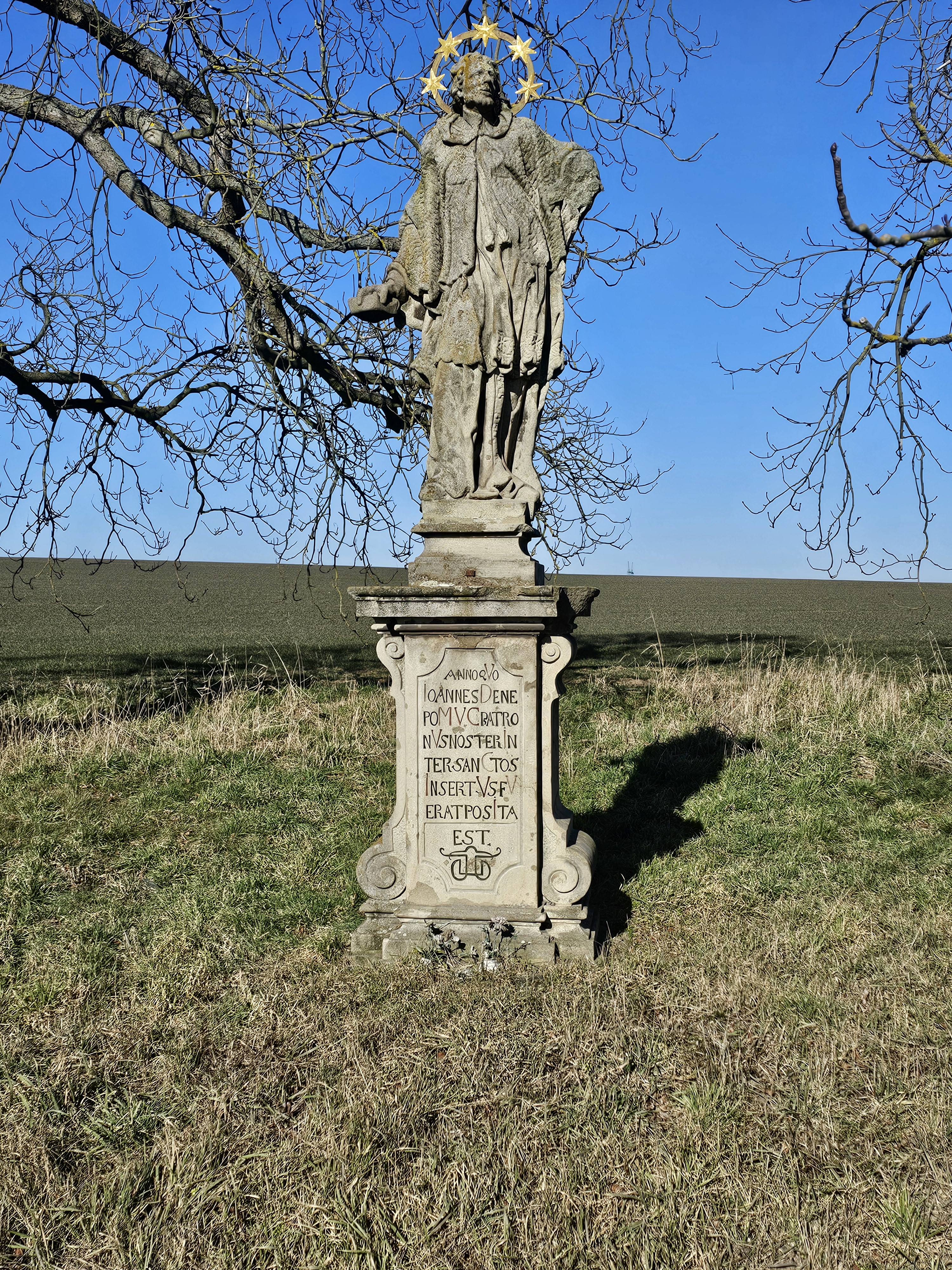
Socha svatého Jana Nepomuckého v Březovicích
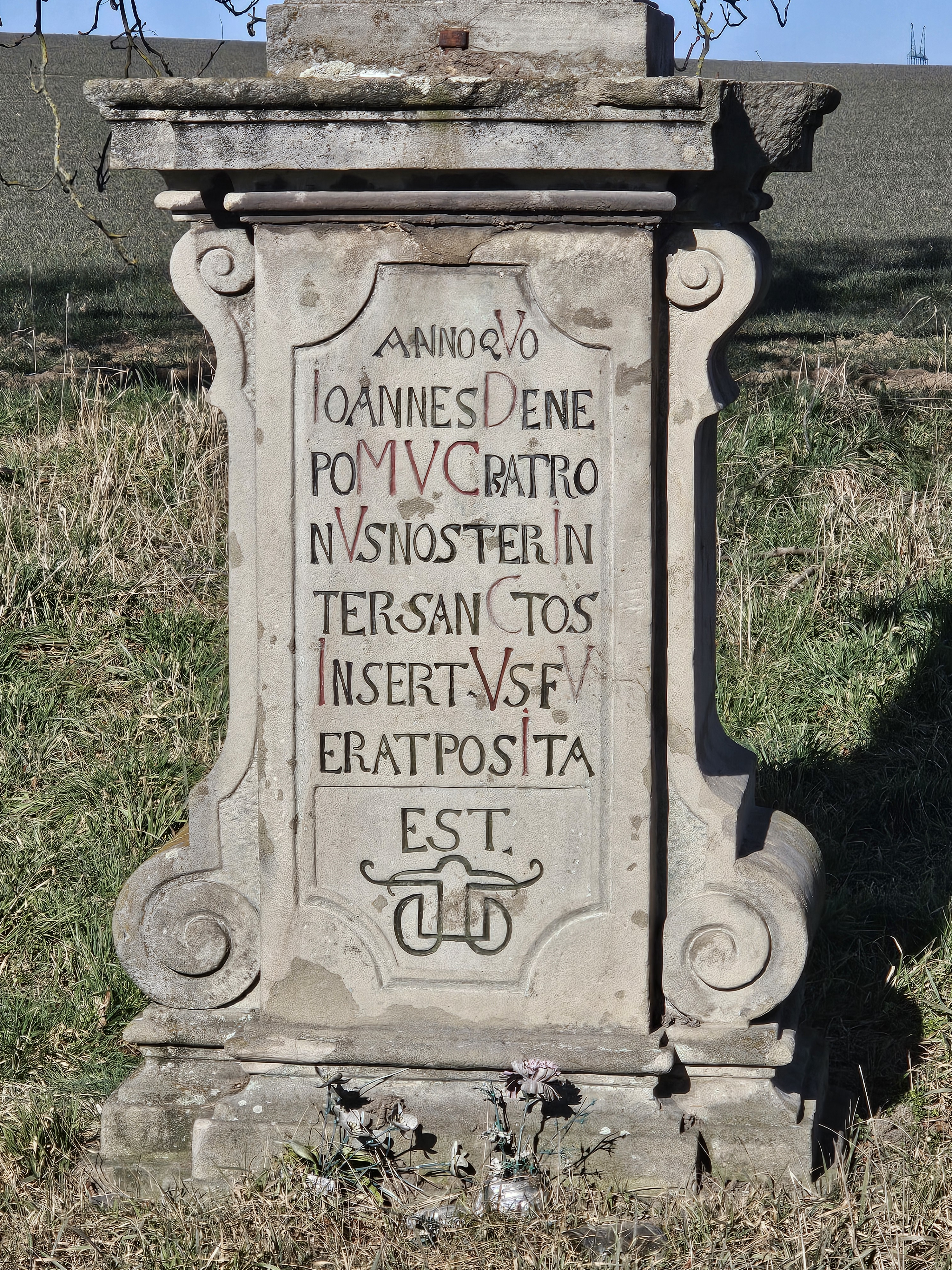
Socha svatého Jana Nepomuckého v Březovicích - čelní strana podstavce
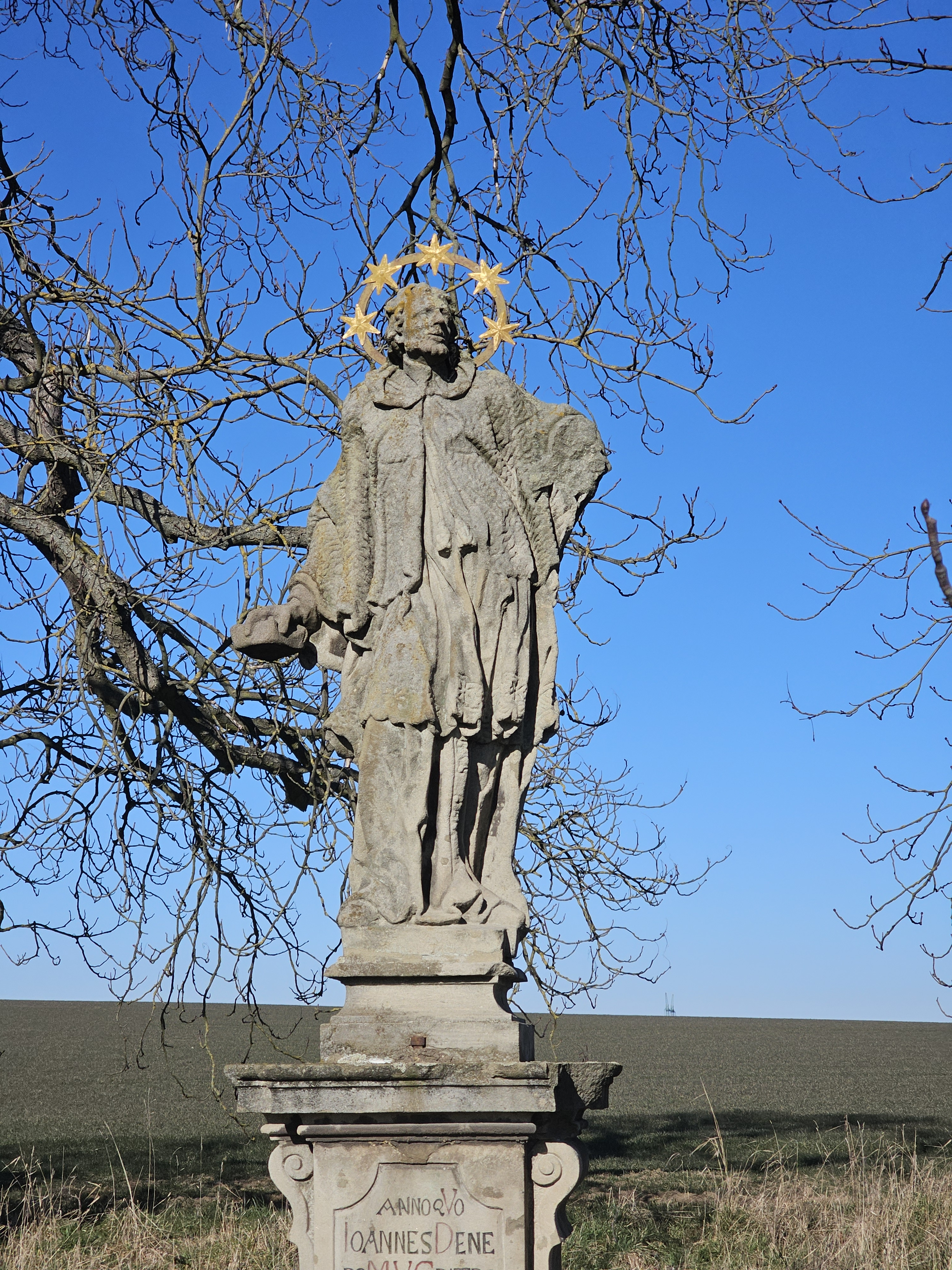
Socha svatého Jana Nepomuckého v Březovicích